# Casco antiguo

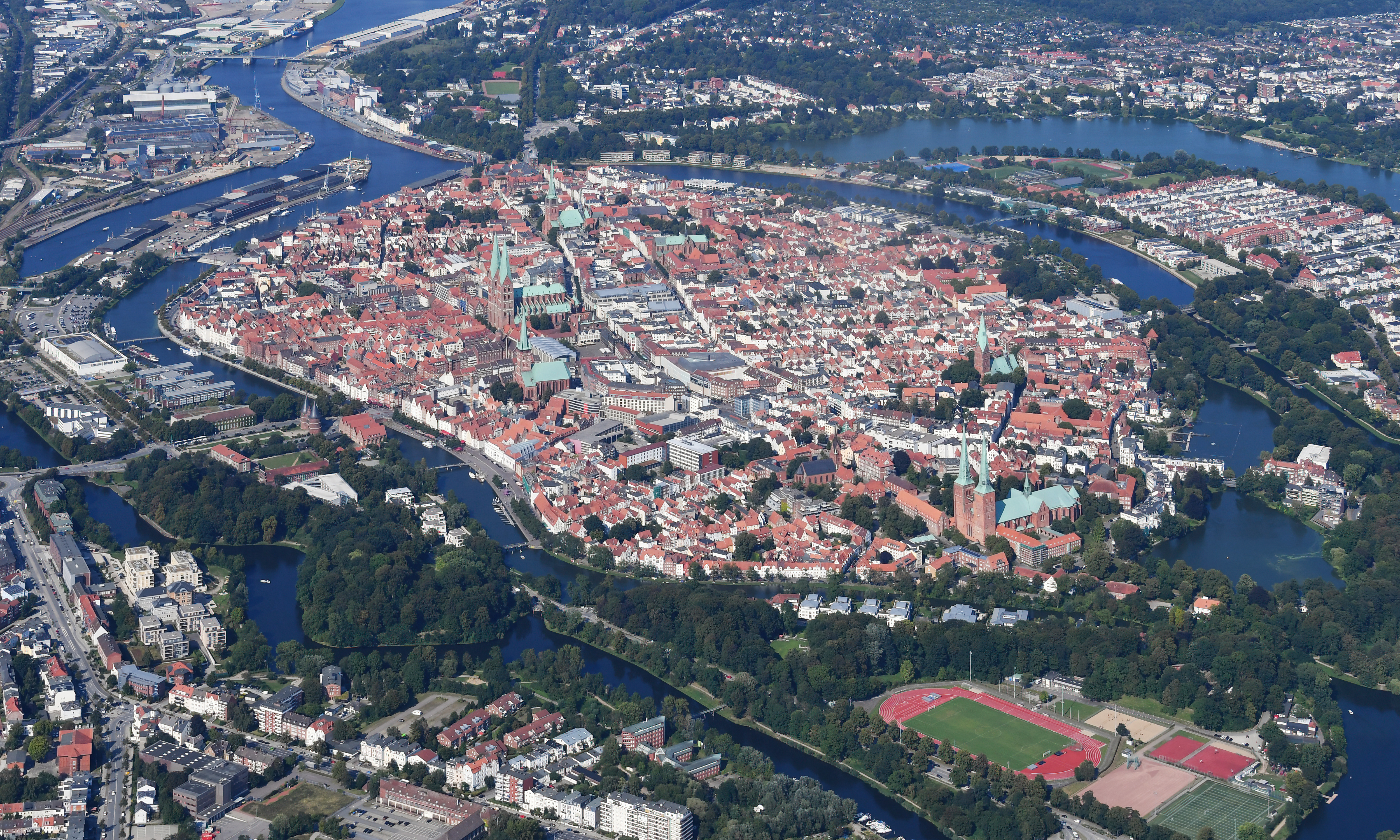
Casco antiguo de Lübeck (Alemania) desde el aire.

Se llama casco antiguo al núcleo histórico y monumental de las ciudades anterior a los ensanches del siglo XIX y principios del XX. En 1869, el casco de una ciudad fue definido como «su caserío agrupado, y generalmente ceñido por el muro de ronda o recinto, con exclusión de arrabales».

## Antecedentes históricos
El modelo urbano aparece con la revolución neolítica. La posibilidad de cultivar plantas implica no solamente una menor necesidad de un territorio y una mayor concentración de la población, sino la creación de unos excedentes agrícolas que permiten liberar a parte de la población para otras funciones: artesanía, comercio o gestión pública. Desde el comienzo, serán estas otras funciones las más características de la vida urbana. 
La ciudad neolítica se convierte en modelo de convivencia. En ella se encuentra la industria y el mercado, y gracias a estas actividades puede crecer, tanto en extensión como en población. Pero el tamaño de esta ciudad es limitado debido a la productividad agrícola e industrial, la capacidad del mercado y las posibilidades técnicas, que no permiten grandes aglomeraciones, aunque algunas ciudades de la Antigüedad alcanzaron un tamaño considerable, acercándose al millón de habitantes, como Roma. 
Los primeros signos urbanos surgen en el espacio histórico más antiguo de que exista memoria. En Mesopotamia y su zona de influencia se construyeron hace unos 8500 años las primeras agrupaciones de casas: Jericó, en Palestina y Çatal Huyuk, en Anatolia. Unas pocas decenas de construcciones de bloques de barro cocido, pisos pulidos y coloreados y cubiertas planas, bien organizadas en un área común. No son todavía ciudades en el sentido del término que ha adquirido miles de años más adelante, pero las ciudades-templo de los sumerios tienen ya un modelo de organización espacial y modelo constructivo que se extiende hasta nuestros días: los muros de ladrillo, la planta rectangular, la cubierta plana accesible, el agrupamiento organizado de varias familias (Çatal Huyuk en su apogeo ocupaba 13 hectáreas y parece que llegó a tener 10 000 habitantes). Por primera vez el ser humano construye un asentamiento exento deliberadamente levantado, a diferencia de los refugios naturales utilizados hasta entonces.
Las primeras civilizaciones urbanas aparecen hace unos 5000 años en siete regiones diferentes: la llanura del valle del río Hoang-ho (Huixia, Anyang, Gaocheng), el valle del Indo (Harapa, Mohenjo-Daro, Balatok), los valles del Tigris y el Éufrates (Nínive, Babilonia, Ur, Uruk, Asur), el valle del Nilo (Ilahun, Menfis, Guiza, Tebas, Abidos), el valle del Níger (Goa, Tombuctú), las altas mesetas mesoamericanas (Tikal, Cocaxtlan, El Tajín, Tenochtitlan, Copán), y las alturas peruanas (Tiahuanaco, Pikimachay, Machu Picchu, Nazca). No se puede descartar una comunicación entre todas estas regiones, pero no parece que fueran lo suficientemente intensas como para determinar que una de ellas es el origen y las demás son focos de difusión, particularmente si consideramos las civilizaciones urbanas americanas. Es de destacar que en todas estas zonas hay un denominador común: las primeras ciudades se sitúan en una llanura aluvial y con buenas posibilidades para la agricultura, lo que demuestra la enorme dependencia del entorno inmediato de las ciudades antiguas.

## Situación en el mundo actual

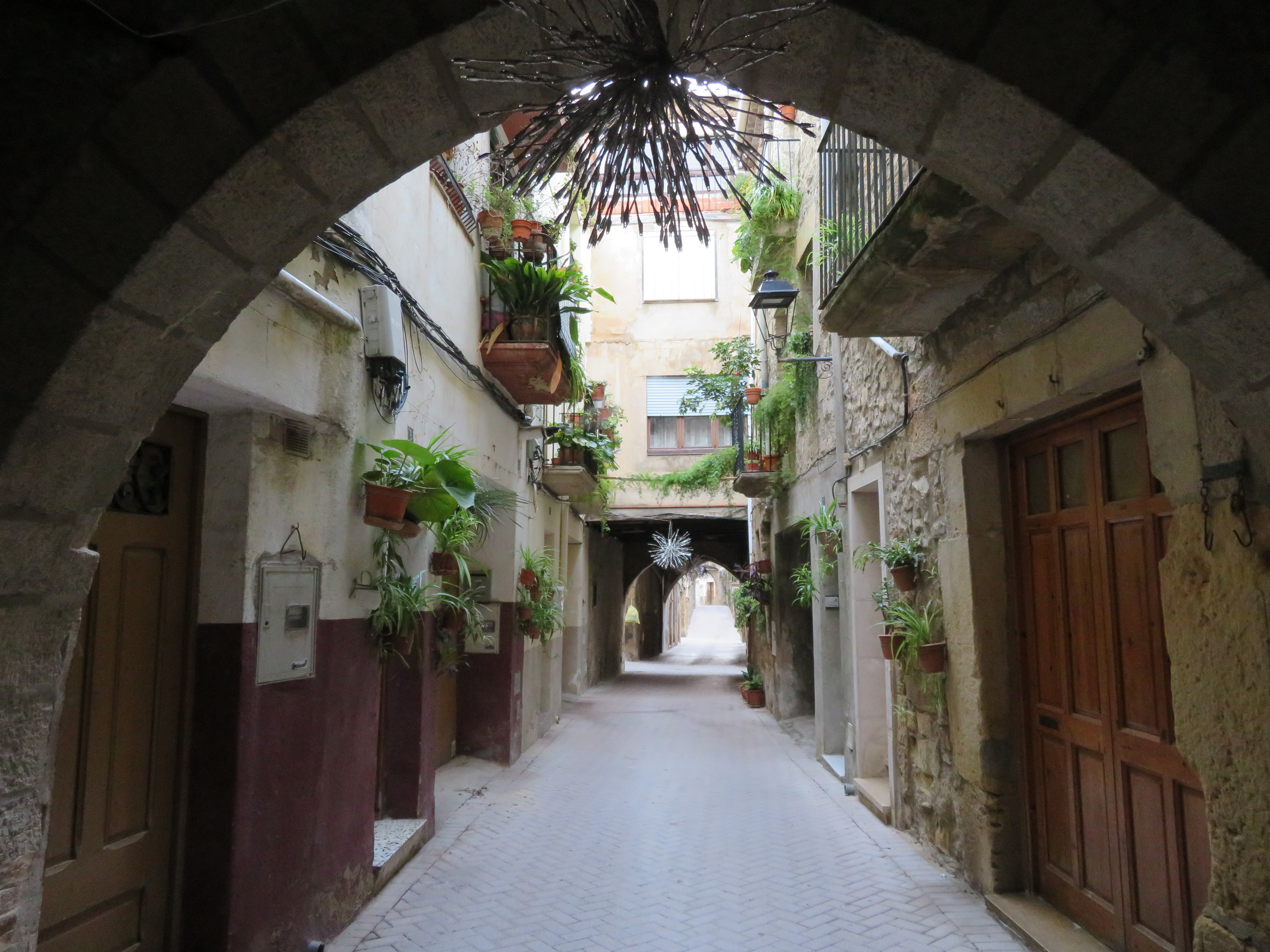
Casco antiguo de Batea, Terra Alta

El casco histórico representa, hoy en día, una de las principales diferencias entre las ciudades europeas y las norteamericanas y funciona como reclamo turístico en las primeras así como zonas para marginados en las segundas.

### Ciudades europeas

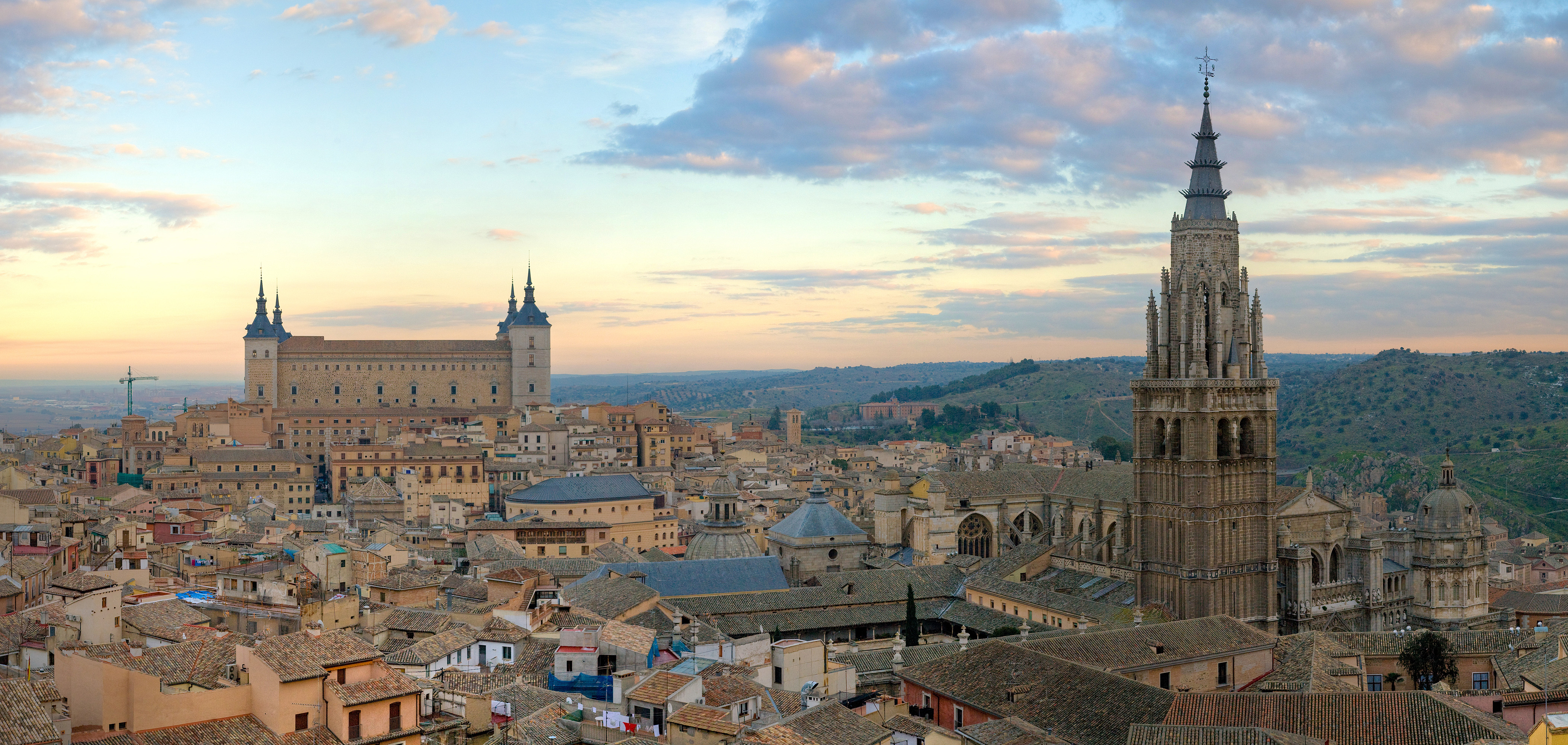
Vista panorámica del casco antiguo de Toledo (España).

En las ciudades europeas, el casco histórico resulta importante y puede ser explotado con funciones turísticas, comerciales, financieras, etc, según la funcionalidad de la propia ciudad o el interés que pueda tener. Este se dispone en torno a los edificios históricos y monumentales y algunos están bien conservados y concentran las funciones turísticas y de ocio, y otros han sido alterados y acogen viviendas burguesas, grandes almacenes, bancos y oficinas. En Europa, algunos de los cascos mejor conservados son los de Nápoles (17 km²) patrimonio de la Unesco, Roma (87 km²) patrimonio de la Unesco, Venecia (7,61 km²), Catania, Siena, Palermo, Génova (4 km²), Córdoba, Salamanca, Toledo, Segovia, Brujas, Dubrovnik, Florencia, Praga, Sevilla, Granada, Ávila o Cáceres.

### Ciudades norteamericanas
En América del Norte, la parte más antigua de la ciudad es reservada para barrios de apartamentos, que en algunos casos constituyen auténticos guetos. Contrastan además con el CBD ('central business district, distrito central de negocios), que es muy llamativo en Canadá y en los Estados Unidos, puesto que designa el área central en la que se concentran comercios y oficinas y donde los edificios altos son abundantes. En el caso de México, el punto central del casco histórico se encuentra en el Zócalo o plaza de la Constitución.

### Cascos antiguos centro y sudamericanos

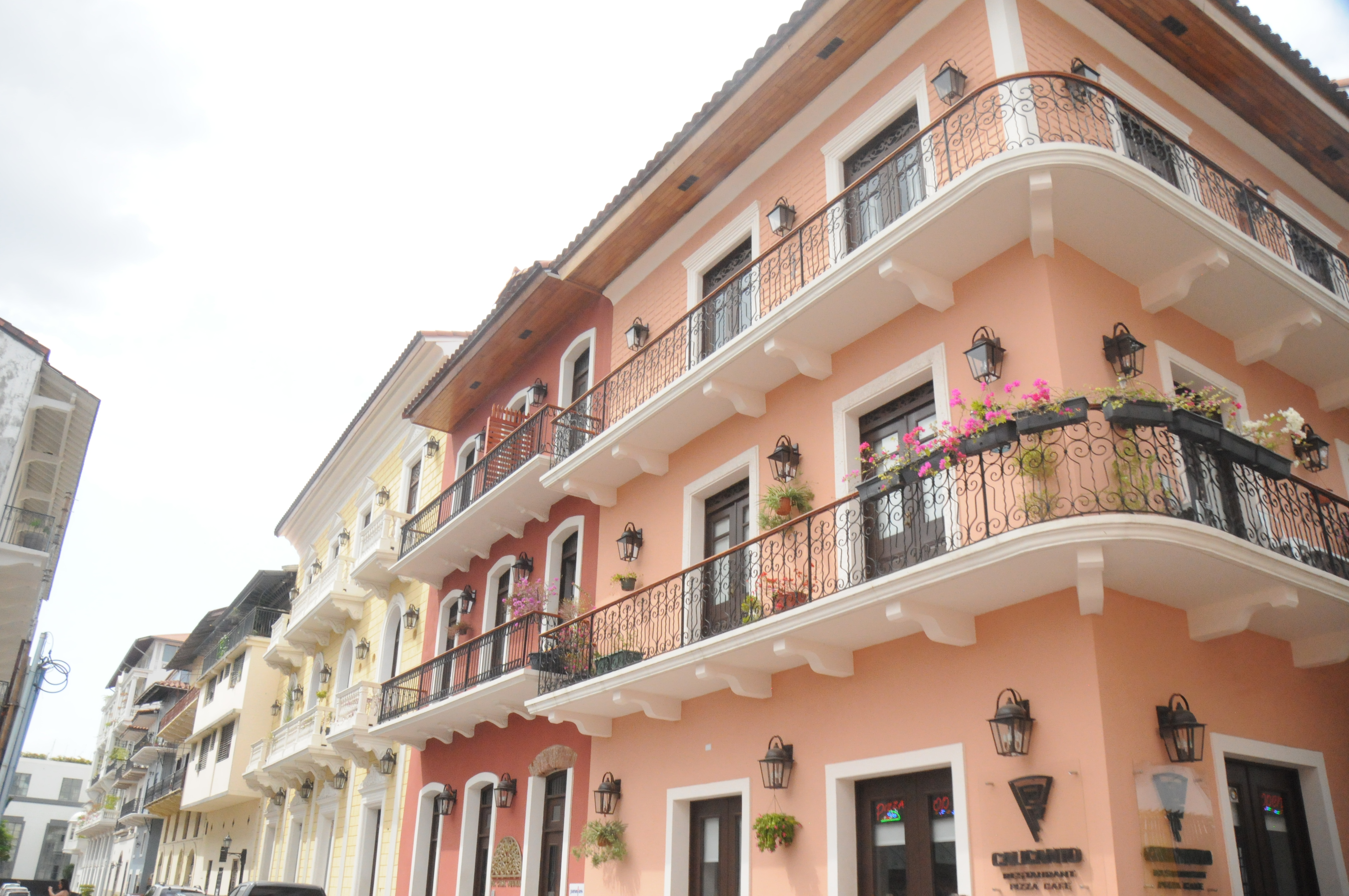
Edificios en el Casco Antiguo de Panamá

Durante la época de la Conquista se fundaron diversas ciudades históricas a lo largo de Centroamérica y el Caribe. Hoy día muchas de ellas sobreviven, a pesar de haber decaído en su gran mayoría al punto de convertirse en focos de delincuencia y violencia. Los ejemplos más conocidos de cascos antiguos que han logrado su revitalización se encuentran el Viejo San Juan, en Puerto Rico; Antigua, en Guatemala; La Habana Vieja, en Cuba, y el Casco Antiguo de Panamá. Este último ingresó a la lista de Lugares Patrimonio de la Humanidad de la Unesco en 1998 y desde entonces se encuentra bajo un intenso proceso de revitalización urbana. Su ecléctica arquitectura incluye no solamente edificios de corte colonial, sino republicano, caribeño y art déco, refleja el caleidoscopio de la cultura poblacional del país y se distingue claramente de ciudades vecinas como Cartagena de Indias que es un Patrimonio de la Humanidad Unesco o La Candelaria de Bogotá en Colombia, Coro en Venezuela o Quito, en Ecuador, las cuales poseen un estilo netamente colonial español. 
Al designar a la ciudad ecuatoriana de Quito Patrimonio Cultural de la Humanidad en 1978, la Unesco destacó que tenía «el centro histórico mejor conservado y menos alterado de toda América Latina».
Muy diferente es el caso de las ciudades argentinas[cita requerida], en especial el caso de Buenos Aires, cuyo casco histórico es más al estilo europeo[cita requerida], el centro económico, cultural y turístico de la ciudad. En el caso de los edificios, destaca sobre todo el estilo colonial francés.